# Asplenium cordatum
Asplenium cordatum là một loài dương xỉ trong họ Aspleniaceae. Loài này được Thunb. Sw. mô tả khoa học đầu tiên năm 1801.